# Stramonita
Stramonita is een geslacht van weekdieren uit de klasse van de Gastropoda (slakken).

## Soorten
- Stramonita biserialis (Blainville, 1832)
- Stramonita brasiliensis Claremont & D. G. Reid, 2011
- Stramonita buchecki Petuch, 2013
- Stramonita canaliculata (Gray, 1839)
- Stramonita delessertiana (d'Orbigny, 1841)
- Stramonita floridana (Conrad, 1837)
- Stramonita haemastoma (Linnaeus, 1767)
- Stramonita rustica (Lamarck, 1822)